# Freightliner Cascadia
Freightliner Cascadia es un camión semirremolque de servicio pesado y el modelo insignia de Freightliner . Su diseño tuvo muy en cuenta la eficiencia del combustible , además de haber mejorado varias otras características, incluidas las ofertas del tren motriz, la mitigación del sonido, los sistemas de seguridad y la confiabilidad mecánica general de sus predecesores. Se ofrece en tres configuraciones básicas: cabina diurna, techo medio XT y techo elevado. Los últimos dos modelos son cabinas dormitorio, que se ofrecen en varias longitudes que van desde 48" a 72" pulgadas (modelos con techo elevado de 60" o 72" de longitud solamente). El Cascadia se vendió principalmente en América del Norte hasta 2020, cuando se introdujo una exportación, dirigida principalmente a los mercados de Australia y Nueva Zelanda. Antes de la introducción de la variante de exportación, su lugar permaneció ocupado por el Freightliner Century (que ya no se produce en los EE. UU.) para los mercados de exportación.

## Cascadia Evolution

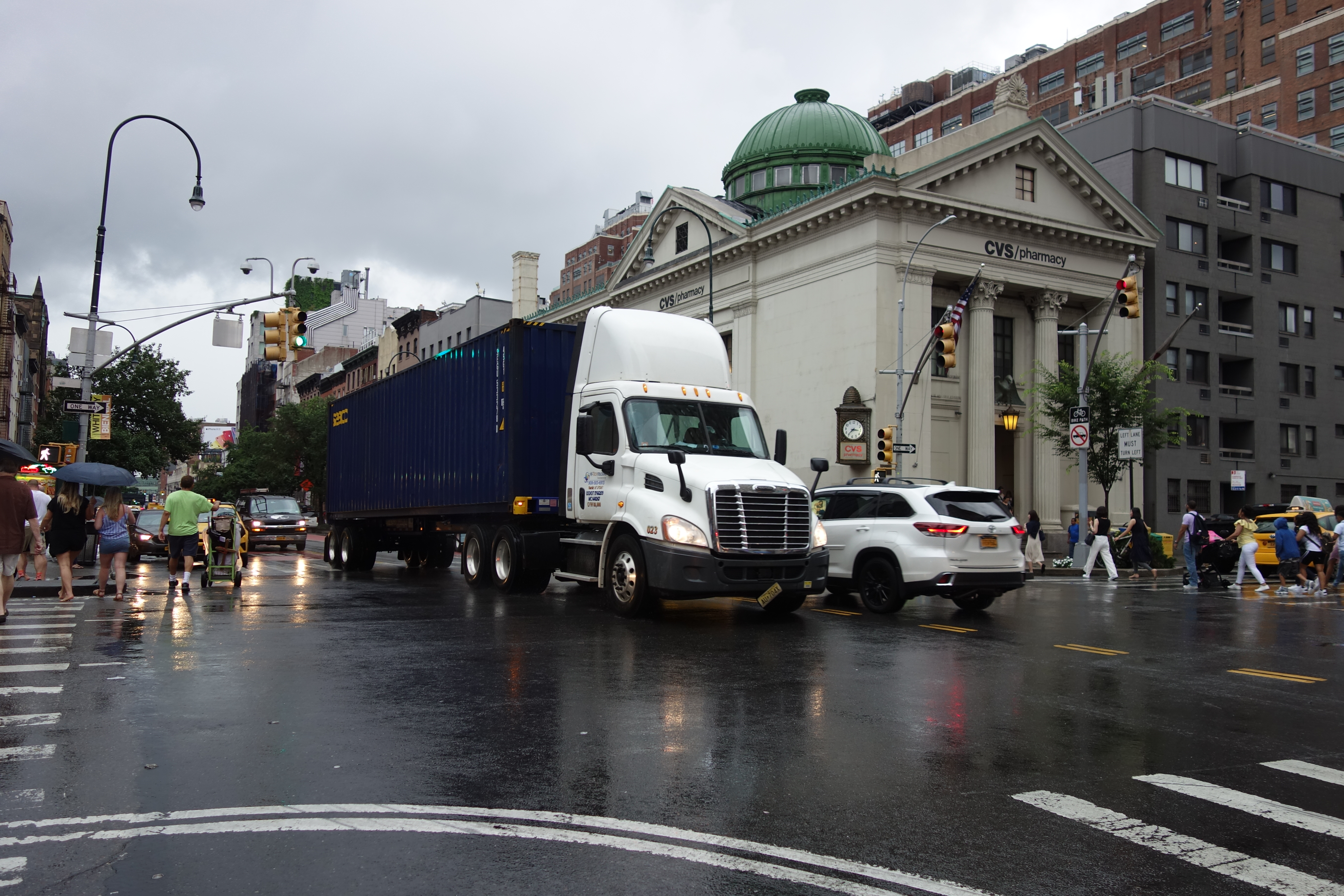
Cabina diurna de primera generación Cascadia

El Cascadia Evolution es una versión más eficiente en combustible del Cascadia, lanzado en 2013. Se realizaron mejoras tanto en la aerodinámica como en la comodidad del conductor. El grupo de instrumentos se rediseñó para que sea más fácil de leer, los asientos tienen respaldo y soporte lumbar mejorados, los interruptores del tablero se reubicaron con texto más grande y mayor contraste, y se ofreció un sistema HVAC auxiliar alimentado por batería de Thermo King. Este sistema fue diseñado para reducir el ralentí del motor durante la noche, ahorrando combustible y reduciendo el ruido mientras los conductores duermen.

## Renovación de diseño 2017
En 2017, el Cascadia recibió una importante revisión de diseño para el modelo 2018. El diseño general de la carrocería es el mismo excepto por los carenados del chasis revisados y los extensores de cabina más largos. El lavado de cara del Cascadia 2018 consistió en un capó con un diseño más esculpido y agresivo, sincronizado por el parachoques delantero rediseñado y una parrilla más grande con la adición de faros delanteros totalmente LED. Los espejos del capó eran más aerodinámicos, siguiendo el flujo de diseño de eficiencia de combustible y se instalaron presas de aire de parachoques mejoradas.
En cuanto al interior, el camión recibió una revisión completa. Un tablero completamente nuevo y nuevos asientos aún más ergonómicos hacen que el camión esté muy centrado en el conductor y brindan una visibilidad superior. El dormitorio del Cascadia contiene una litera más grande, gabinetes de almacenamiento rediseñados, nuevas luces de techo LED regulables inspiradas en aviones; estándar en durmientes de techo elevado; y la función "Driver's Loft" disponible, que agrega una mesa plegable y dos asientos plegables, todos los cuales se guardan perfectamente debajo de una litera extra ancha estilo Murphy. Si está equipado con una litera superior, el dormitorio con techo elevado también incluye una escalera telescópica estándar para facilitar el acceso a la litera superior.
Los sistemas HVAC alimentados por batería siguen siendo una opción; sin embargo, además de las unidades Thermo King que se ven en el Cascadia Evolution, Freightliner ahora también ofrece un sistema equivalente fabricado internamente.
Otras características del tractocamion incluyen la transmisión manual automatizada Detroit DT12, sellos de puertas y ventanas ultra silenciosos, el motro Detroit DD13/15/16 o el motor Cummins ISX15 EPA, un parabrisas de un solo panel, todas las luces LED de marcador y luces traseras, y un conjunto de sistemas de seguridad activa y pasiva, que incluyen monitoreo de punto ciego, colisión sistema de mitigación, asistencia para mantenerse en el carril y más.

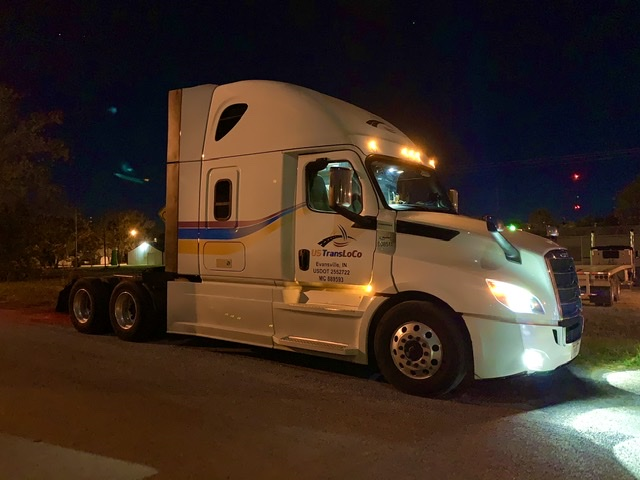
Cascadia de segunda generación de noche

El Cascadia de segunda generación se produce en las mismas tres configuraciones que sus predecesores, Day Cab, Mid-roof XT y Raised Roof.

## E-Cascadia

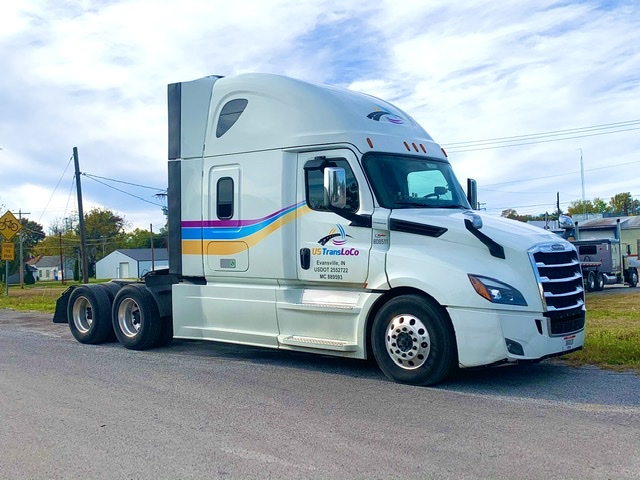
Cascadia de segunda generación a la luz del día

El E-Cascadia es una variante de camión totalmente eléctrica del Cascadia. A partir de 2022, las especificaciones de la variante de largo alcance incluyen un alcance de 370 km (230 millas) (unidad única) o 350 km (220 millas) (unidad tándem), con baterías de 438 kWh y 320–470 hp (240–350 kW) caballos de fuerza, con carga al 80% en 90 minutos. Tiene un GCWR de hasta 82 000 lb (37 000 kg) y competirá con el Tesla Semi .
En agosto de 2019, se entregaron los dos primeros E-Cascadias a clientes en California como parte de las pruebas de campo. El fabricante declaró que los camiones están construidos "para probar la integración de camiones eléctricos a batería [en] operaciones de flotas a gran escala". Uno de los clientes, Penske , operará el camión "en tráfico regional en el sur de California", mientras que el otro, NFI, lo utilizará en operaciones de acarreo en el Puerto de Los Ángeles y el Puerto de Long Beach .
Los libros de pedidos se abrieron en 2021, y un pedido fue de 800 camiones.
Después de probar un prototipo a un millón de millas, la producción y el estreno oficial tuvieron lugar en mayo de 2022